# František Servít
František Servít (7. září 1848 Modlíkov u Přibyslavi – 1. listopadu 1923 Praha-Královské Vinohrady) byl český středoškolský profesor a klasický filolog. Vyučoval na gymnáziích v Praze, Jihlavě a Jičíně. Byl autorem prvního českého knižně vydaného překladu Eukleidových Základů a několika učebnic.

## Život
Narodil se 7. září 1848 v Modlíkově č. 23 jako syn domkáře Jana Servíta (1813-1868) a jeho manželky Kateřiny roz. Prokešové (1820-1901). Po maturitě na gymnáziu v Německém Brodě vystudoval v letech 1871–74 klasickou filologii na pražské univerzitě; jako výborný student a sirotek byl osvobozen od školného. Roku 1874 složil zkoušky pro učitelství latiny a řečtiny.
V letech 1874–77 vyučoval jako suplent latinu, češtinu, řečtinu a dějepis na malostranském obecním gymnáziu. V následujícím školním roce se přestěhoval do Jihlavy, kde na německém gymnáziu, rovněž jako suplent, vedl hodiny češtiny a dalších předmětů v českém jazyce pro české i německé studenty. V letech 1879–82 se vrátil do Prahy, nejprve na akademické gymnázium, poté na nově zřízené gymnázium v Žitné ulici. Roku 1882 byl přeložen do Jičína a v roce 1893 na Královských Vinohrady. V létě 1910 odešel do výslužby a následujícího roku mu byl udělen titul školního rady.
Účastnil se veřejného života. V první polovině 70. let několikrát přednášel v Jednotě českých filologů, např. o attických soudech (1872), Horatiově epištole Ad pisones (1872), 15. zpěvu Iliady (1873, 1874) a o domácím životě Athéňanů a Spartánů (1874). Na konci roku 1873 se stal zatímním administrátorem nově zakládaného „Časopisu pro filologii a methodiku“ a v říjnu 1874 byl v tomto sdružení zvolen náměstkem starosty Františka Velišského. V ženském výrobním spolku přednášel o základech mravnosti (1872). V letech 1873, 1875 a 1876 byl zmiňován jako starosta pražského spolku akademiků „Sázavan“, jehož cílem bylo napomoci kulturnímu povznesení obyvatel na Čáslavsku a Jihlavsku pořádáním přednášek a zakládáním knihoven. Později byl v Jičíně i na Vinohradech funkcionářem spolků na podporu nemajetných studentů. Roku 1916 vložil 1000 korun na V. rakouskou válečnou půjčku.
Zemřel 1. listopadu 1923 v Praze-Královských Vinohradech čp. 425 (dnes Americká 425/37, 120 00 Praha 2). Pohřben byl na Olšanských hřbitovech.

## Dílo
Byl autorem prvního knižně vydaného českého překladu Eukleidových Základů (díky čemuž je – ač filolog – někdy také řazen mezi matematiky). Jeho překlad vycházel nejprve v letech 1903–1907 na pokračování ve výročních zprávách vinohradského gymnázia a v roce 1907 též jako celek knižně nákladem Jednoty českých mathematiků. Určitým paradoxem je, že první návrh překladu vypracoval již r. 1887 mnohostranně vzdělaný Josef Smolík, mj. autor učebnic matematiky, ale komise Jednoty jeho vydání s nepříliš přesvědčivými argumenty zamítla, rukopis skončil zapomenutý v Národním muzeu a další autoři z něj nevycházeli. Téměř souběžně se Servítem vydal překlad první knihy také František Fabinger ve výroční zprávě smíchovského gymnázia (r. 1903), ale v dalších dílech už nepokračoval. Prvenství tak patří Servítovi. V úvodu děkuje za pomoc Josefu Bernhardovi (1848–1909), řediteli vinohradského gymnázia. Roku 2012 vyšla tato kniha v reedici s komentářem Petra Vopěnky.
V letech 1912–13 sepsal soubor učebnic Přípravy k básním Horatiovým.

## Příbuzenstvo
- 13. února 1878 se v pražském kostele sv. Jindřicha oženil s Aloisií Dlouhou[23] (1850–1920).[3]
  - Měli syna Bohumila, který jako student gymnázia zemřel předčasně na tuberkulózu, a dceru Marii, která pracovala jako modistka a zemřela bezdětná.[3]
- Bratr Josef (1850–1936) převzal po otcově smrti jako osmnáctiletý vedení rodinného hospodářství. Z jeho sedmi dětí se Alois Servít (1882-??) stal učitelem nejprve v Kamenném Přívoze, později v Praze-Vinohradech. Stýkal se se strýcem Františkem a zachytil vzpomínky na něj v rodinné kronice. Velmi se proslavili jeho dva synové (tj. Františkovi prasynovci) – neurolog Zdeněk Servít (1913–1986) a profesor stavební fakulty ČVUT Radim Servít (1921-1984).[21]